# Hofer Tamás
Hofer Tamás (teljes nevén Hofer Tamás András ; Budapest, 1929. december 29. − ?, 2016. április 6.) Széchenyi-díjas és Herder-díjas néprajzkutató, muzeológus, etnográfus, antropológus. Testvére Hofer Miklós Ybl-díjas építész.

## Életpályája
A Toldy Ferenc Gimnázium után az Eötvös Loránd Tudományegyetem bölcsészkarán végzett 1953-ban, és ugyanitt szerzett 1958-ban bölcsészdoktorátust. 1952-től dolgozott a Néprajzi Múzeumban tudományos munkatársként, 1958-tól osztályvezetőként, majd tudományos titkárként. 1985-1991 között az MTA Néprajzi Kutató Intézet igazgatója, 1992-től a Néprajzi Múzeum főigazgatója volt 1997-es nyugdíjba vonulásáig. 1991−1998 között az OTKA Társadalomtudományi Szakkollégiumának tagja, majd elnöke. 1973-ban a Magyar Néprajzi Társaság főtitkárává választották,  élete utolsó éveiben a társaság tiszteleti tagja volt.
Több külföldi egyetemen tartott vendégprofesszorként előadásokat, így: 1966-67 University of Chicago (Ford Foundation grant), 1971: visiting professor, University of North Carolina, Chapel Hill, 1974: Nordiska Museet, Stockholm (Sigurd Erixon research grant), 1987: Collegium Hungaricum, Vienna (Hungarian state scholarship), 1988: Münster, Göttingen, Tübingen (DAAD scholarship), 1990: Senior Fellow, Rutgers Center for Historical Analysis, 1991: Fellow, Woodrow Wilson International Center, Washington, D.C., 1993: distinguished visiting professor, Wesleyan University, 1996: Visiting Professor, EHESS, Paris, 2002: Senior Fellow, IFK, Vienna.
1975-től az Ethnographia című folyóirat főszerkesztője volt. Kutatási területei a településformák, a népművészet története ós a paraszti társadalom.
1954-ben csatlakozott a Fél Edit által kezdeményezett, és világszerte ismertté vált kutatási programhoz, amelynek keretében az 1970-es évek végéig módszeresen kutatták a falu társadalmi viszonyait, az ott élők életmódját, szokásait a napirendtől az öltözködésen, a munkán, a jeles ünnepeken keresztül egészen a temetkezési szokásokig. A kutatás eredményeit mutatta be a Néprajzi Múzeum 2009 őszén az „Egy falu az országban – Átány” című kiállításán. Több néprajzi művet publikált  Fél Edittel és K. Csilléry Klárával együtt. A Magyar Néprajzi Lexikon számos szócikkének szerzője volt.

## Díjai, elismerései
- Széchenyi-díj (1993) az  egész  Kárpátmedencére  kiterjedő  települési,  gazdasági,  társadalmi  és kulturális  tárgykörben  végzett  alapos  és  kiterjedt  néprajzi,  kutatói  és  feldolgozói nemzetközi   szinten  is  elismert működéséért.[13]
- Bibó István-díj (1996)[14]
- Herder-díj (1996)[15]
- A svéd Királyi Gusztáv Adolf Akadémia tagja[16]
- 60. születésnapja tiszteletére megjelent tanulmánykötet: Néprajzi, történeti, antropológiai tanulmányok Hofer Tamás 60. születésnapjára. Szerk.: Mohay Tamás. Kiadja az Ethnica Alapítvány. Debrecen, 1992. 408 ofd.
- 70. születésnapja tiszteletére megjelent tanulmánykötet[17]

## Főbb művei
- Magyar népművészet (Fél Edittel és Csilléry Klárával, francia, angol és német nyelven is, Bp., 1958). A könyv az 1958-as brüsszeli világkiállításon aranyérmet nyert.[18]
- Parasztok, pásztorok, betyárok. Emberábrázolás a magyar népművészetben (Fél Edittel, angol, francia és német nyelven is, Bp., 1966);
- Proper Peasants. Traditional Life in a Hungarián Village (Fél Edittel, Chicago, 1969);
- Bauerliche Denkweise in Wirtschaftund Haushalt. Eine ethnographische Untersuchung über das ungarische Dorf Átány (Fél Edittel, Göttingen, 1972);
- Gerate der Átányer Bauern (Fél Edittel, Bp., 1974);
- Magyar népművészet (Fél Edittel, Bp., 1975, 1976).
- Történeti antropológia. (Historical Anthroplogy [papers of a conference]). MTA Néprajzi Kutató Csoport (HAS, Ethnographical Research Group) 1984. 360 p. (szerkesztő)
- Hagyomány és hagyományalkotás. Tanulmánygyűjtemény. (Tradition and the creation of tradition, a collection of essays) HAS Ethnographical Institute 1987. 198 p. (szerkesztő Niedermüller Péterrel)
- Life History as Cultural Construction/Performance (Proceedings of the IIIrd American–Hungarian Folklore Conference.) HAS Ethnographical Institute, 1988. 490 p. (szerkesztő Niedermüller Péterrel)
- Nemzeti kultúrák antropológiai nézetben. Tanulmánygyűjtemény (National cultures – in anthropological perspective. A collection of essays.) HAS Ethnographical Institute, Budapest, 1988. 264 p. (szerkesztő Niedermüller Péterrel)
- Népi kultúra és nemzettudat (Folk culture and the national self-perception. A collection of essays) Magyarságkutató Intézet (Institute for Hungarian Studies) Budapest 1991. 202 p., 34 pl. (szerkesztő)
- Hungarians between 'East' and 'West'. Three Essays on National Myths and Symbols. Museum of Ethnography, Budapest 1994. 64 p.
- Magyarok Kelet és Nyugat közt. A nemzettudat változó jelképei.(Hungarians between East and West. Changing Symbols of National Self-Perception.) Balassi Kiadó, Budapest, 1995. 303 p. (szerkesztő)
- Arányok és mértékek a paraszti gazdálkodásban (Fél Edittel, Balassi Kiadó, 1997)

## Főbb publikációi
- (1998) „A nemzettudat változó jelképei”. História (6.), 35−36.. o. (Hozzáférés: 2016. április 15.)
- Anthropologists and native ethnographers in Central European villages: comparative notes on the professional personality of two disciplines. Current Anthropology 1968:311-315
- The creation of ethnic symbols from the elements of peasant culture. In: P.F.Sugar (ed.): Ethnic Diversity and conflict in Eastern Europe. Santa Barbara - Oxford 1980. 147-184.
- Historische Zentrum-Periphery Modelle und ihre Bedeutung für die Volkskunde. In: H.L.Cox -G.Wiegelmann (hrg.): Volkskundliche Kulturraumforschung heute. Münster, 1984. 77-84.
- Agro-town regions of peripheral Europe: The case of the Great Hungarian Plain. Ethnologia Europaea 1987: 69-95.
- The construction of the 'folk cultural heritage' in Hungary and rival versions of national identity. Ethnologia Europaea 1991 145-170.

## Lásd még
Magyar néprajzkutatók listája